# Де ла Мар, Уолтер
Уолтер Джон Де Ла Мар (англ. Walter de la Mare, 25 апреля 1873 года — 22 июня 1956 года) — английский поэт, писатель и романист, наиболее известный работами в жанрах сверхъестественной фантастики и детской литературы.

## Биография
Уолтер Де Ла Мар родился в графстве Кент (на 83 Мэрион-роуд, Чарльтон, в настоящее время часть района Гринвич Лондона). Его предками были торговавшие шёлком французские гугеноты. Его отец Джеймс Эдвард де ла Мар работал клерком в Банке Англии, а мать Люси София Браунинг была дочерью шотландского военно-морского врача и писателя Колина Ауротта Браунинга. У них было семеро детей, Уолтер был шестым.
Уолтер Де Ла Мар получил образование в школе Собора Святого Павла. Начиная с 16-ти лет, Уолтеру пришлось самостоятельно зарабатывать на жизнь, так как его большая семья жила в бедности. Тем не менее, Уолтер нашел достаточно времени, чтобы заниматься также и написанием книг, и в 1902 году у него вышла первая книга «Песни детства», опубликованная под псевдонимом Вальтер Рамал.
В 1892 году Де Ла Мар вступил в Любительский Драматический клуб Эсперанса, где он сразу познакомился и влюбился в Эльфриду (Эльфи) Ингпен, исполнительницу главной роли. Эльфи была на десять лет старше, чем Уолтер. 4 августа 1899 года Де Ла Мар и Эльфи поженились. У них было четверо детей.
Де Ла Мар также написал несколько сборников психологической мистики, среди самых известных рассказов «Тетушка Ситона» и «Из глубины». Его роман «Воспоминания карлицы» (1921) получил премию имени Джеймса Тейта Блэка за лучшее художественное произведение.
В 1940 году его жене был поставлен диагноз «болезнь Паркинсона» и она провела остаток своей жизни недееспособной, пока не умерла в 1943 году. С 1940 года и до своей смерти, Де Ла Мар жил в Туикнеме на Монпелье Роу, на той же улице, где Альфред Теннисон жил на столетие раньше. В 1947 году Уолтер Де Ла Мар получил медаль Карнеги за произведения для детей. В 1947 году здоровье Де Ла Мара было подорвано коронарным тромбозом. Уолтер Де Ла Мар умер в 1956 году.

## Влияние
Творчество Де Ла Мара вдохновило на написание собственных работ таких писателей, пишущих в жанре литература ужасов, как Рэмси Кэмлбэлл и Роберт Эйкман.. Серию картин по мотивам рассказов писателя создал скандально известный художник Грэм Овенден.

## Работы

### Романы
- «Генри Брокен» (1904 год)
- «Три Мулла-Мулгара» (1910 год)
- «Возвращение» (1910 год)
- «Воспоминания карлицы» (1921 год)
- «С первого взгляда» (1930 год)

### Сборники рассказов
- «Загадка и другие рассказы» (1923 год)
- «Звенит, звенит колокольчик» (1924 год)
- «Метлы и другие сказки» (1925 год)
- «Знаток и другие рассказы» (1926 год)
- «На грани» (1930 год)
- «Рыба-лорд» (1930 год)
- «Омнибус» (1933 год)
- «Ветер утихает» (1936 год)
- «Сон и другие рассказы» (1936 год)
- «Рассказы, очерки и стихи» (1938 год)
- «Лучшие рассказы» (1942 год)
- «Сборник рассказов для детей» (1947 год)
- «Начало и другие рассказы» (1955 год)
- «Восемь сказок» (1971 год)

### Поэтические сборники
- «Песни детства» (1902 год)
- «Слушатели» (1912 год)
- «Пирог павлина» (1913 год)
- «Марионетки» (1918 год)
- «О восхитительная Англия» (1952 год)
- «Поэмы» (1969 год)

### Пьесы
- «Перекрёсток: Игры фей» (1921 год)

### Научная литература
- «Некоторые женщины романистов семидесятых» (1929 год)
- «Пустынные острова и Робинзон Крузо» (1930 год)